# Суройваноя
Суройваноя — река в Мурманской области России. Протекает по территории Кандалакшского района. Правый приток реки Ватсиманйоки.
Длина реки составляет 10 км.
Берёт начало на северном склоне горы Суройва. Протекает по лесной, местами заболоченной местности. Питание в основном снеговое. Впадает в Ватсиманйоки справа в 24 км от устья.

## Данные водного реестра
По данным государственного водного реестра России относится к Баренцево-Беломорскому бассейновому округу, водохозяйственный участок реки — Ковда от Кумского гидроузла до Иовского гидроузла. Речной бассейн реки — бассейны рек Кольского полуострова и Карелии.
Код объекта в государственном водном реестре — 02020000512102000000986.